# Halterneck

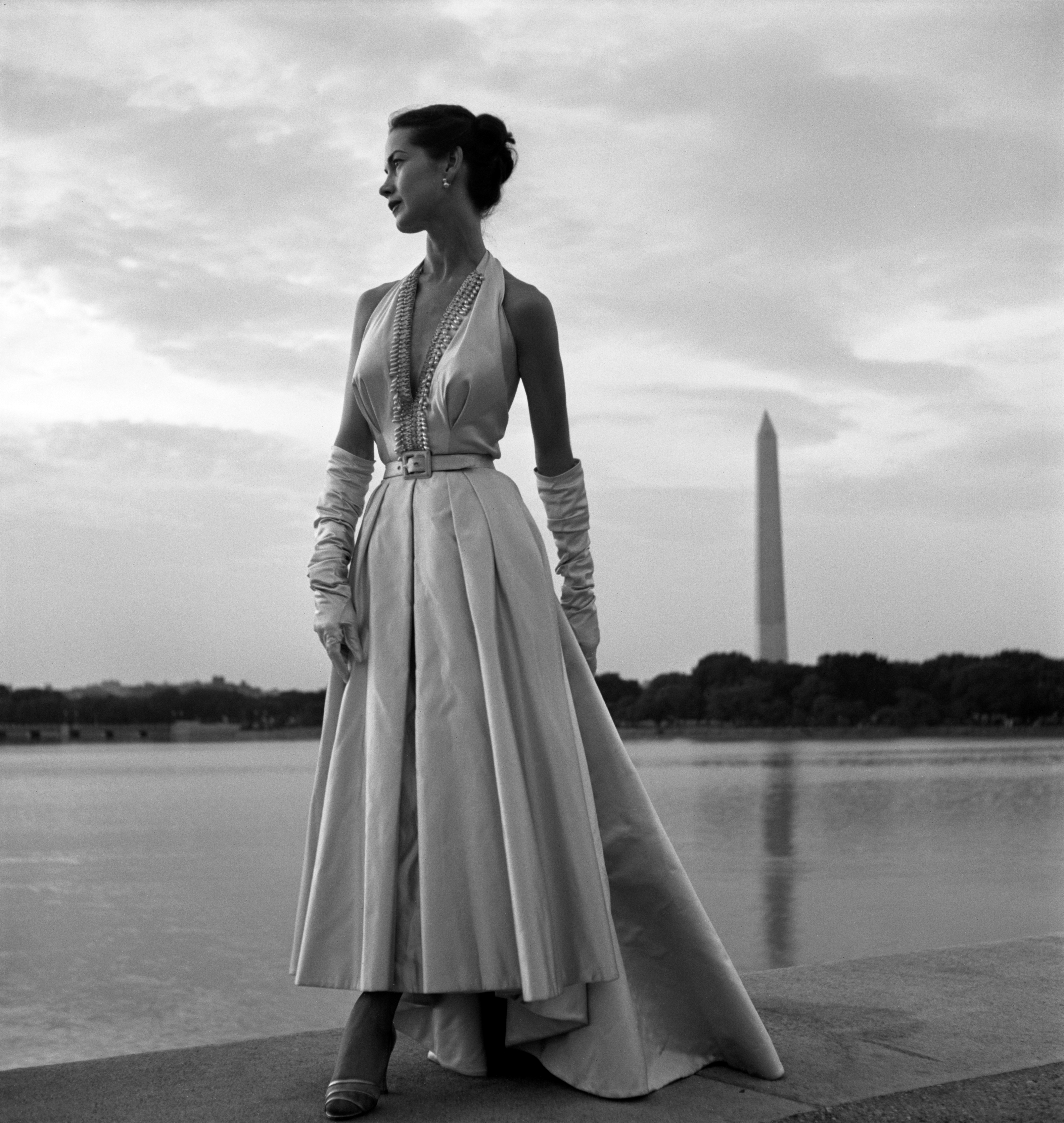
Mannekäng iförd klänning med halterneck.

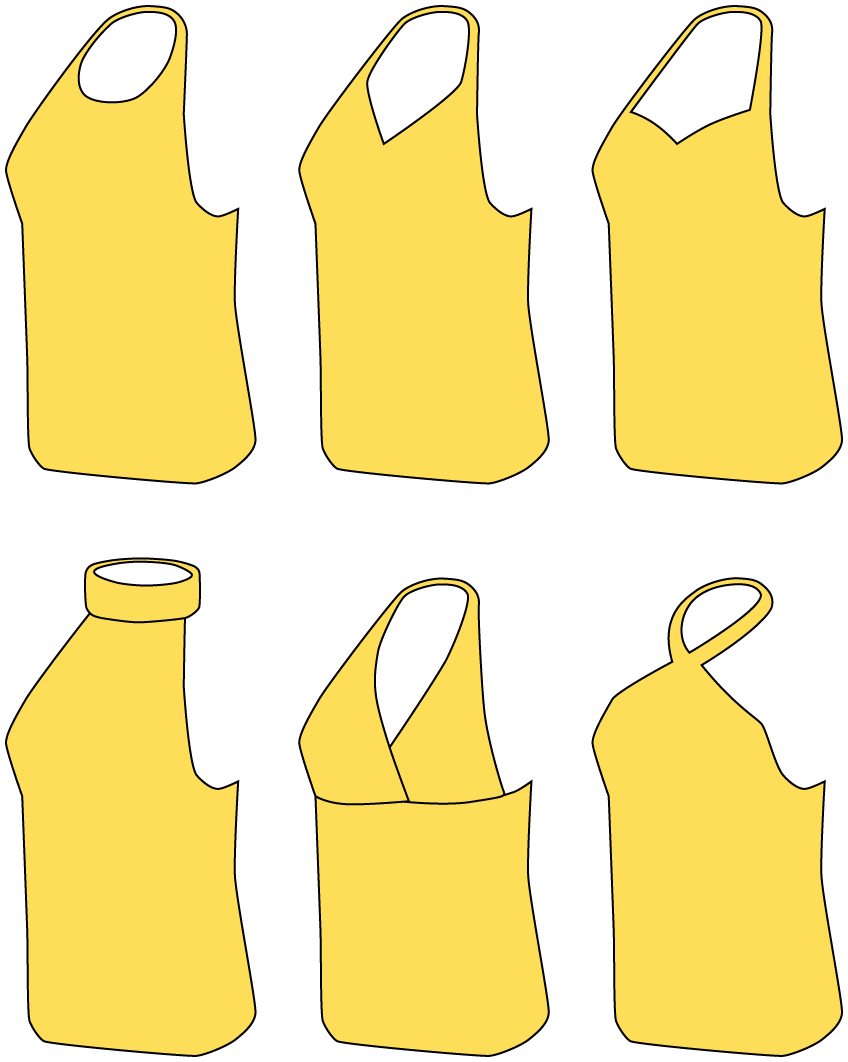
Illustration med olika varianter av plagg med halterneck.

Halterneck är en klädesdetalj i till exempel en klänning eller baddräkt, där axelbanden förs ihop och förenas i nacken. Detta lämnar ryggen fri och blottar skulderbladen.